# Przechlewo (gemeente)
De gemeente Przechlewo is een landgemeente in het Poolse woiwodschap Pommeren, in powiat Człuchowski.
De gemeente bestaat uit 14 administratieve plaatsen solectwo: Dąbrowa Człuchowska, Garbek, Lisewo, Łubianka, Nowa Wieś Człuchowska, Pakotulsko, Pawłówko, Płaszczyca, Przechlewko, Przechlewo, Rudniki, Sąpolno, Szczytno, Żołna
De zetel van de gemeente is in Przechlewo.
Op 30 juni 2004 telde de gemeente 6187 inwoners.

## Oppervlakte gegevens
In 2002 bedroeg de totale oppervlakte van gemeente Przechlewo 243,88 km², waarvan:
- agrarisch gebied: 35%
- bossen: 52%

De gemeente beslaat 15,49% van de totale oppervlakte van de powiat.

## Demografie
Stand op 30 juni 2004:
| Omschrijving                   | Totaal | Totaal | Vrouwen | Vrouwen | Mannen | Mannen |
| ------------------------------ | ------ | ------ | ------- | ------- | ------ | ------ |
| eenheid                        | aantal | %      | aantal  | %       | aantal | %      |
| inwoners                       | 6187   | 100    | 3094    | 50      | 3093   | 50     |
| bevolkingsdichtheid (inw./km²) | 25,4   | 25,4   | 12,7    | 12,7    | 12,7   | 12,7   |

In 2002 bedroeg het gemiddelde inkomen per inwoner 1517,44 zł.

## Aangrenzende gemeenten
Człuchów, Koczała, Konarzyny, Lipnica, Rzeczenica